# Портрет Фёдора Ивановича Сандерса
«Портрет Фёдора Ивановича Сандерса» — картина Джорджа Доу и его мастерской из Военной галереи Зимнего дворца.
Картина представляет собой погрудный портрет генерал-майора Фёдора Ивановича Сандерса из состава Военной галереи Зимнего дворца.
К началу Отечественной войны 1812 года генерал-майор Сандерс был председателем полевого аудиториата Дунайской армии, был в сражении на Березине и дальнейшем преследовании остатков разбитой Великой армии до границ Российской империи. Во время Заграничных походов 1813 и 1814 годов командовал 1-й бригадой 12-й пехотной дивизии, отличился в Битве народов и затем был временным комендантом Лейпцига.
Изображён в генеральском мундире, введённом для пехотных генералов 7 мая 1817 года. Слева на груди звезда ордена Св. Анны 1-й степени; на шее крест ордена Св. Владимира 3-й степени; справа на груди крест ордена Св. Георгия 4-го класса, серебряная медаль «В память Отечественной войны 1812 года» на Андреевской ленте, золотые кресты «За взятие Очакова», «За взятие Измаила» и «За взятие Праги». С тыльной стороны картины надписи: Sanders и Geo Dawe RA pinxt. Подпись на раме: Ѳ. И. Сандерсъ 1й, Генералъ Маiоръ.
7 августа 1820 года Комитетом Главного штаба по аттестации Сандерс был включён в список «генералов, заслуживающих быть написанными в галерею» и 28 февраля 1823 года император Александр I приказал написать его портрет. В это время Сандерс был комендантом Измаила и 22 мая того же года писал в Инспекторский департамент Военного министерства: «портрет мой, писанный в 1811 году, для списания с оного копии при сём … представить честь имею и покорнейше прошу, как на оном не написаны за 1812 год и дворянская медали, не оставить при написании прибавить оные к знакам отличий и за снятием возвратить мне портрет». Гонорар Доу был выплачен 31 июля 1823 года и 16 октября 1826 года. Готовый портрет был принят в Эрмитаж 18 октября 1826 года. Поскольку предыдущая сдача готовых портретов в Эрмитаж произошла 15 июня 1826 года, то портрет Сандерса считается написанным между этими датами. Портрет-прототип современным исследователям неизвестен.
В 1840-е годы в мастерской И. П. Песоцкого по рисунку И. А. Клюквина с портрета была сделана литография, опубликованная в книге «Император Александр I и его сподвижники» и впоследствии неоднократно репродуцированная.